# Влатко Стояновски
Влатко Стояновски (на македонска литературна норма: Влатко Стојановски) е футболист от Северна Македония, който играе като нападател.

## Кариера
Роден е в Царево село (Делчево). Възпитаник на академията на Металург Скопие, Стояновски прави своя професионален дебют на 29 октомври 2014 г. при загубата с 1:2 срещу Шкендия Тетово. На 29 август 2015 г. вкарва първия си гол при загубата с 1:2 срещу Младост (Царев двор).
Стояновски отбелязва четири гола при победата на Ренова с 9:1 срещу ФК Победа (2010) на 4 май 2019 г. Става голмайстор в Първа македонска футболна лига за сезон 2018/19.
На 3 юли 2019 г. френският клуб от Лига 1 Ним Олимпик подписва със Стояновски за три години.